# Paul-Émile Charbonneau
Pour les articles homonymes, voir Charbonneau.
Paul-Émile Charbonneau, né le 4 mai 1922 à Sainte-Thérèse-de-Blainville et mort le 21 mai 2014, est un prélat catholique canadien, premier évêque du diocèse de Hull.

## Biographie
Il est ordonné prêtre à Montréal, le 31 mai 1947, par Joseph Charbonneau. Il devient vicaire général du diocèse de Saint-Jérôme et curé de la cathédrale de Saint-Jérôme.
Le 15 novembre 1960, le pape Jean XXIII le nomme évêque auxiliaire d'Ottawa et évêque titulaire de Thapsus (de). Paul-Émile Charbonneau est alors consacré le 18 janvier 1961, en la cathédrale d'Ottawa, par Marie-Joseph Lemieux.
Le 21 mai 1963, il devient évêque de Hull au Québec. Charbonneau participe au concile Vatican II. Il garde son poste jusqu'au 12 avril 1973. 
Après que le pape a accepté sa démission, Paul-Émile Charbonneau fonde un programme de formation pour prêtres à Pierrefonds, au Québec. Pendant sa retraite, il prêche souvent des retraites pour les prêtres des diocèses du Secteur français du Canada.
Il est le dernier évêque canadien francophone vivant à avoir assisté à toutes les sessions du Concile Vatican II.
Il célèbre le 175e anniversaire du séminaire de Sainte-Thérèse en 2000 en donnant une messe avec ses anciens camarades de classe. 
Une fête spéciale a été organisée pour lui le 15 mai 2001 pour marquer les quarante années de son épiscopat. La même année, il publie son autobiographie intitulée Mettre le feu sur la Terre.